# North Yorkshire
North Yorkshire (Észak-Yorkshire) Anglia egyik nem-nagyvárosi és ceremoniális megyéje a Yorkshire and the Humber régióban. Északról Durham, északnyugatról Cumbria, nyugatról Lancashire, délnyugatról West Yorkshire, délről South Yorkshire, délkeletről pedig East Riding of Yorkshire megyékkel határos. Keletről az Északi-tenger határolja. Közigazgatási székhelye Northallerton.
A nem-nagyvárosi és a ceremoniális megye közötti különbség, hogy az utóbbihoz hozzátartoznak York, Redcar and Cleveland, Middlesbrough és Stockton-on-Tees egységes hatóságai is. Az utóbbi három önkormányzat a North East England régió része.
A nem-nagyvárosi megye lakossága 601 200, míg a ceremoniális megyéé 1 072 600 fő.

## Története
North Yorkshire a történelmi Yorkshire megye része volt, egészen az 1972-es önkormányzati törvényig, amely az addigi legnagyobb angliai megyét több részre bontotta. North Yorkshire 1974. április 1-én alakult meg a korábbi North Riding kerületből, a West Riding északi feléből és az East Riding északkeleti szegélyéből.
York városa 1996-ban önálló egységes hatósággá vált és kikerült a megyei tanács fennhatósága alól; ugyanekkor az északra fekvő Cleveland megye megszűnését követően Middlesbrough, Redcar and Cleveland és Stockton-on-Tees egy része a ceremoniális North Yorkshire-hez került (egyedi módon Stockton-on-Tees önkormányzat északi fele Durham ceremoniális megyéhez, déli pedig North Yorkshire-hoz tartozik).

## Földrajza
8 608 km²-es területével North Yorkshire a legnagyobb a 48 angol ceremoniális megye között. A megyében található a North York Moors nemzeti park és a Yorkshire Dales nemzeti park döntő része (egy kisebb terület átnyúlik Cumbriába). A keleti North York Moors és a nyugaton fekvő Pennine-hegység között terül el a sík Mowbray-völgy és a Yorki-völgy. Egyéb sík területek a Tees-alföld északon és a Pickering-völgy délen. A megye legmagasabb pontja a cumbriai határnál fekvő 736 méteres Whernside. A jelentősebb folyók a Swale és a Ure, amelyek összefolyva alkotják az Ouse folyót. Az Ouse áthalad Yorkon és a Humberbe torkollik. Északon a Tees folyó alkotja a határvonalat North Yorkshire és Durham között.
A megye éghajlata, akárcsak az országé, mérsékelt óceáni, azonban a domborzati viszonyok függvényében nagy eltérések is tapasztalhatóak, a Penninekben jelentősen hűvösebb lehet az időjárás. Keleti fekvése miatt valamivel kevesebb esőt kap, mint az országos átlag; ezzel szemben a Penninek az ország egyik legcsapadékosabb zónájának számítanak. A hőmérséklet kissé magasabb a brit átlagnál, a nyári nappali átlaghőmérséklet 22 °C; a napi csúcsok 28 °C körül mozognak, hőhullámok esetén meghaladják a 30 °C-ot. A téli átlaghőmérséklet 1 °C. Az évi napfényes órák száma a tengerparton átlagosan 1650, míg a Penninekben alig éri el az 1250 órát.

## Közigazgatás és politika

North Yorkshire kerületei

North Yorkshire 7 kerületre és 4 önálló közigazgatású egységes hatóságra oszlik:
1. Selby
2. Borough of Harrogate
3. Craven
4. Richmondshire
5. Hambleton
6. Ryedale
7. Borough of Scarborough
8. City of York
9. Redcar and Cleveland
10. Middlesbrough
11. Stockton-on-Tees

A megye 11 képviselőt küldhet a parlament alsóházába. A 2015-ös választások után közülük 8 a Konzervatív Párt, 3 pedig a Munkáspárt jelöltje volt.
A megye nagyobb települései: York (153 717 fő), Middlesbrough (138 400 fő), Harrogate (73 576 fő), Scarborough (61 749 fő), Redcar (37 073 fő), Thornaby-on-Tees (24 741 fő), Acomb (22 215 fő), Ingleby Barwick (20 378 fő), Yarm-on-Tees (19 184 fő), Selby (17 511 fő), Guisborough (16 979 fő), Northallerton (16 832 fő), Ripon (16 363 fő), Knaresborough (15 484 fő), Skipton (14 623 fő), Whitby (13 213 fő).

## Gazdaság
1995 és 2003 között a megye gazdasága 7,2 milliárd fontról 11,7 milliárd fontra nőtt. Míg a mezőgazdaság 478 millióról 390 millióra esett vissza, az ipar 2,2 milliárdról 3 milliárdra növekedett, a szolgáltató szektor pedig 4,6 milliárdról 8,2 milliárdra bővült.

## Híres north yorkshire-iek
- W. H. Auden költő
- John Barry zeneszerző
- William Bateson genetikus
- George Cayley mérnök
- Judi Dench színész
- Guy Fawkes összeesküvő
- Ben Kingsley színész
- Charles Laughton színész
- Frederic Leighton festő
- Clements Markham földrajztudós
- William Parsons csillagász
- Martin Rees csillagász

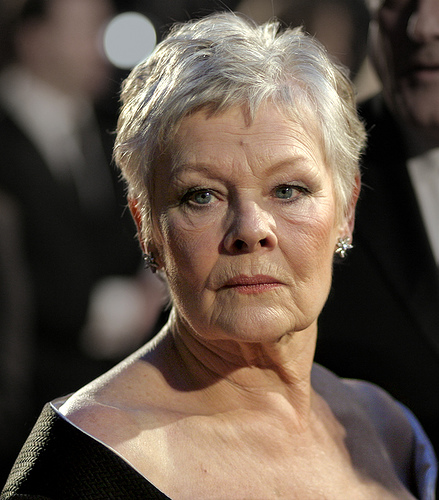
Judi Dench

- Henry Sidgwick filozófus, közgazdász
- Edith Sitwell költő
- John Snow orvos
- Richard Spruce botanikus
- Smithson Tennant vegyész
- John Wycliffe filozófus

## Látnivalók

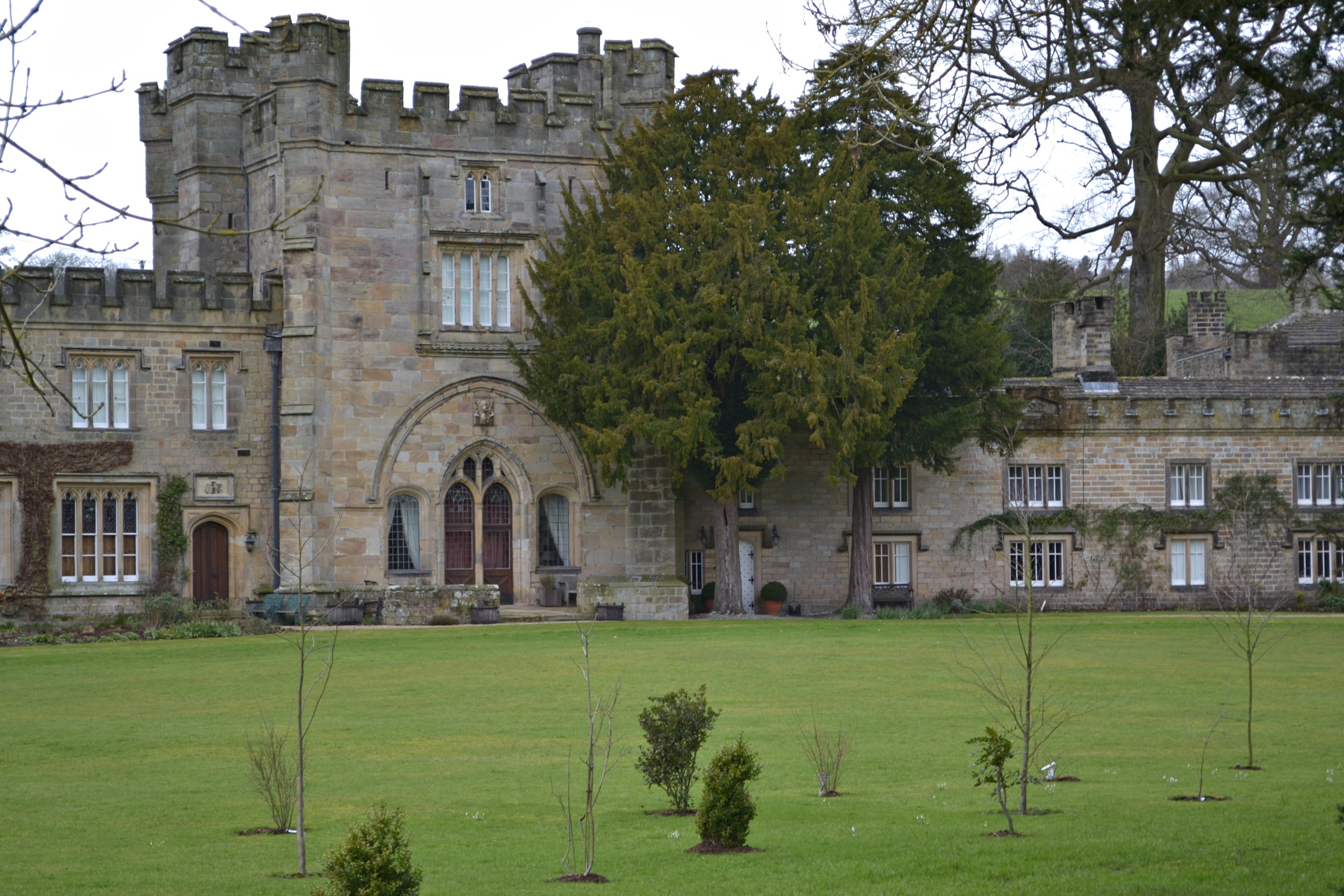
Bolton Abbey
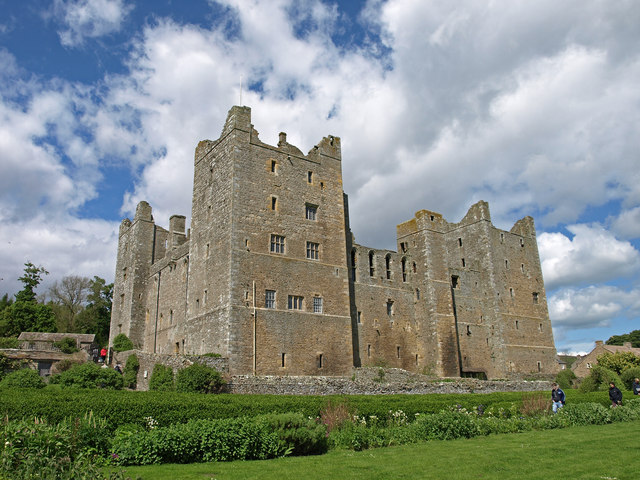
Bolton Castle
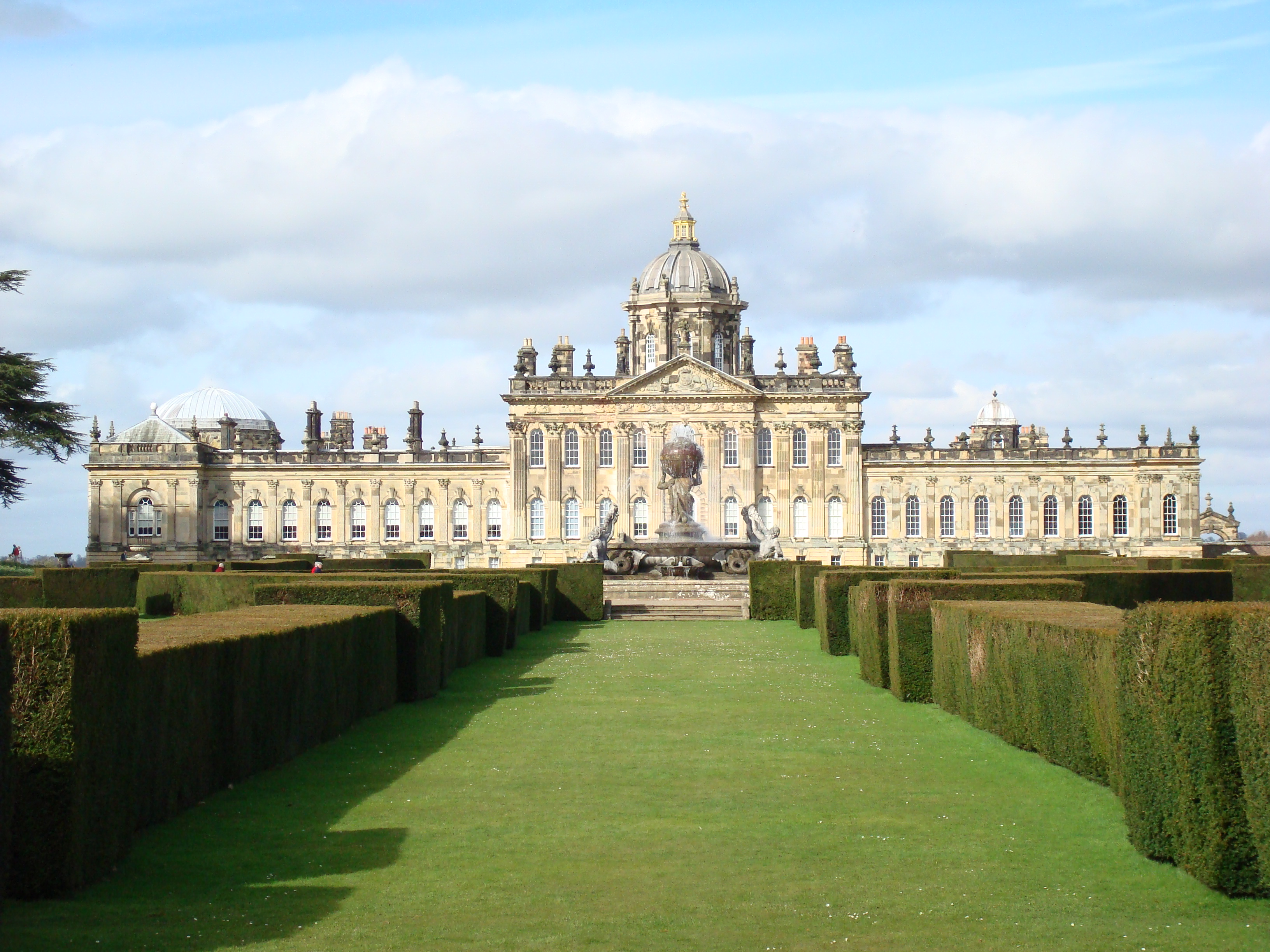
Castle Howard
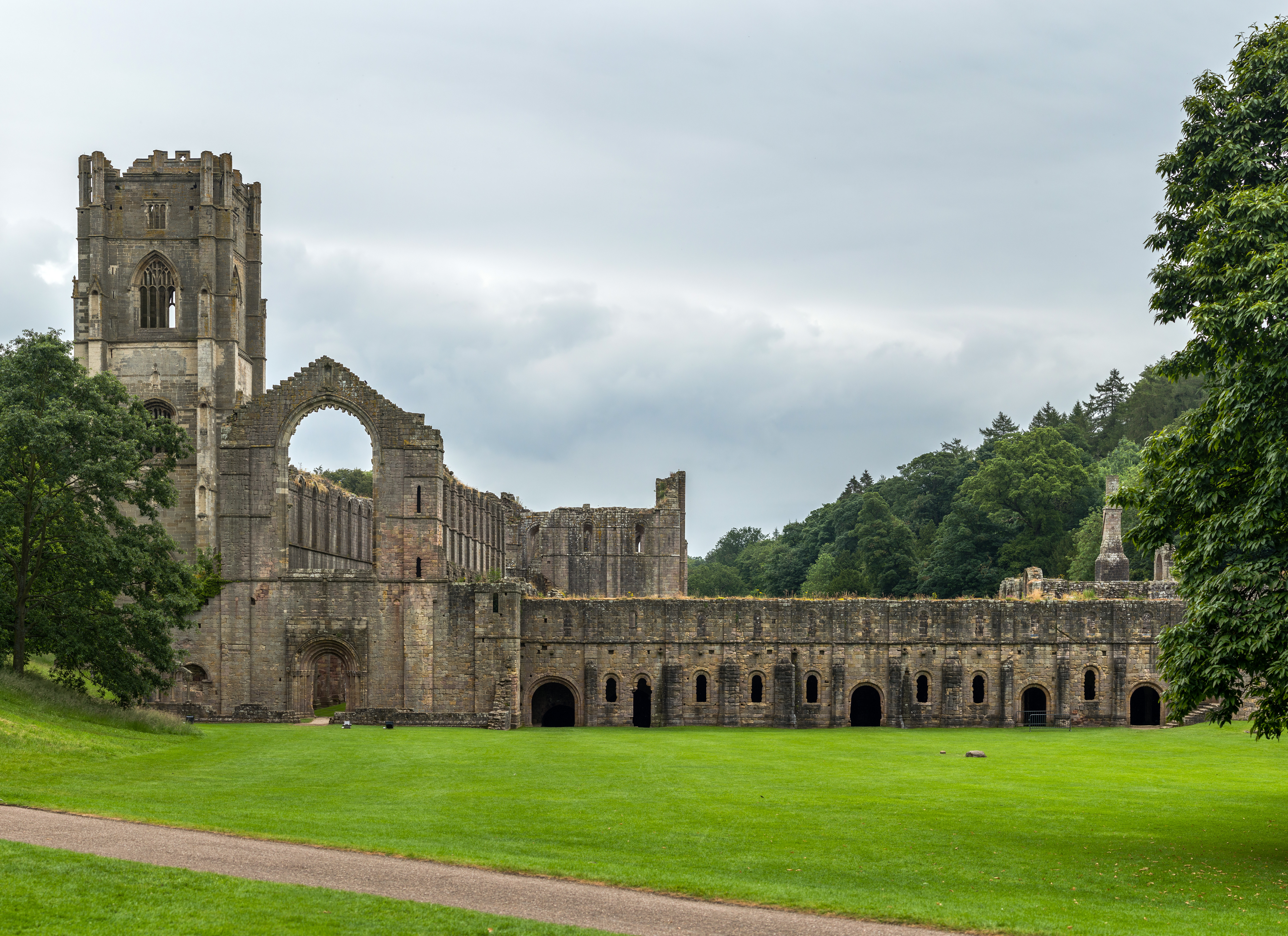
Fountains Abbey
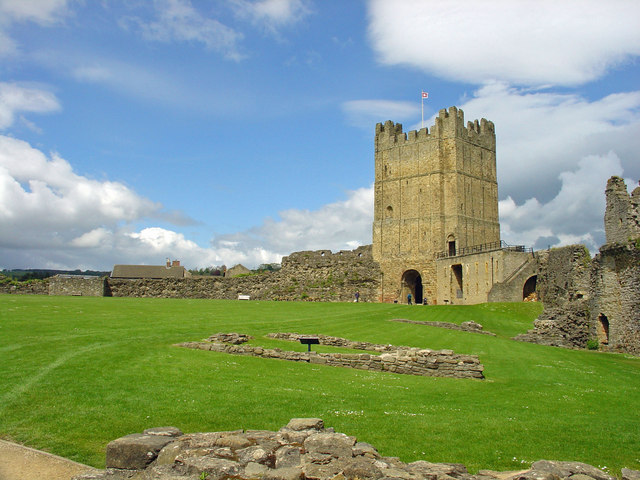
Richmond vára
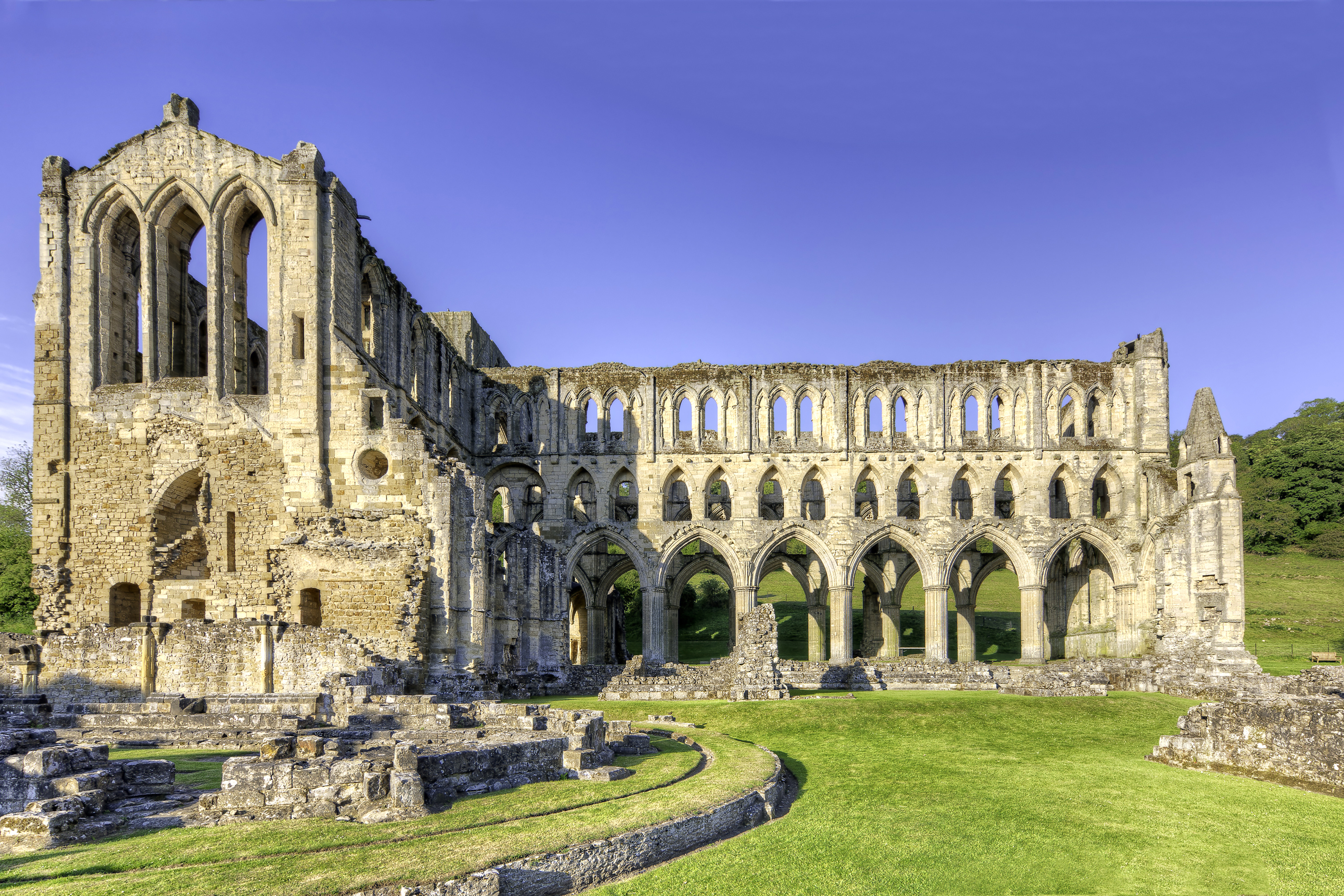
Rievaulx Abbey
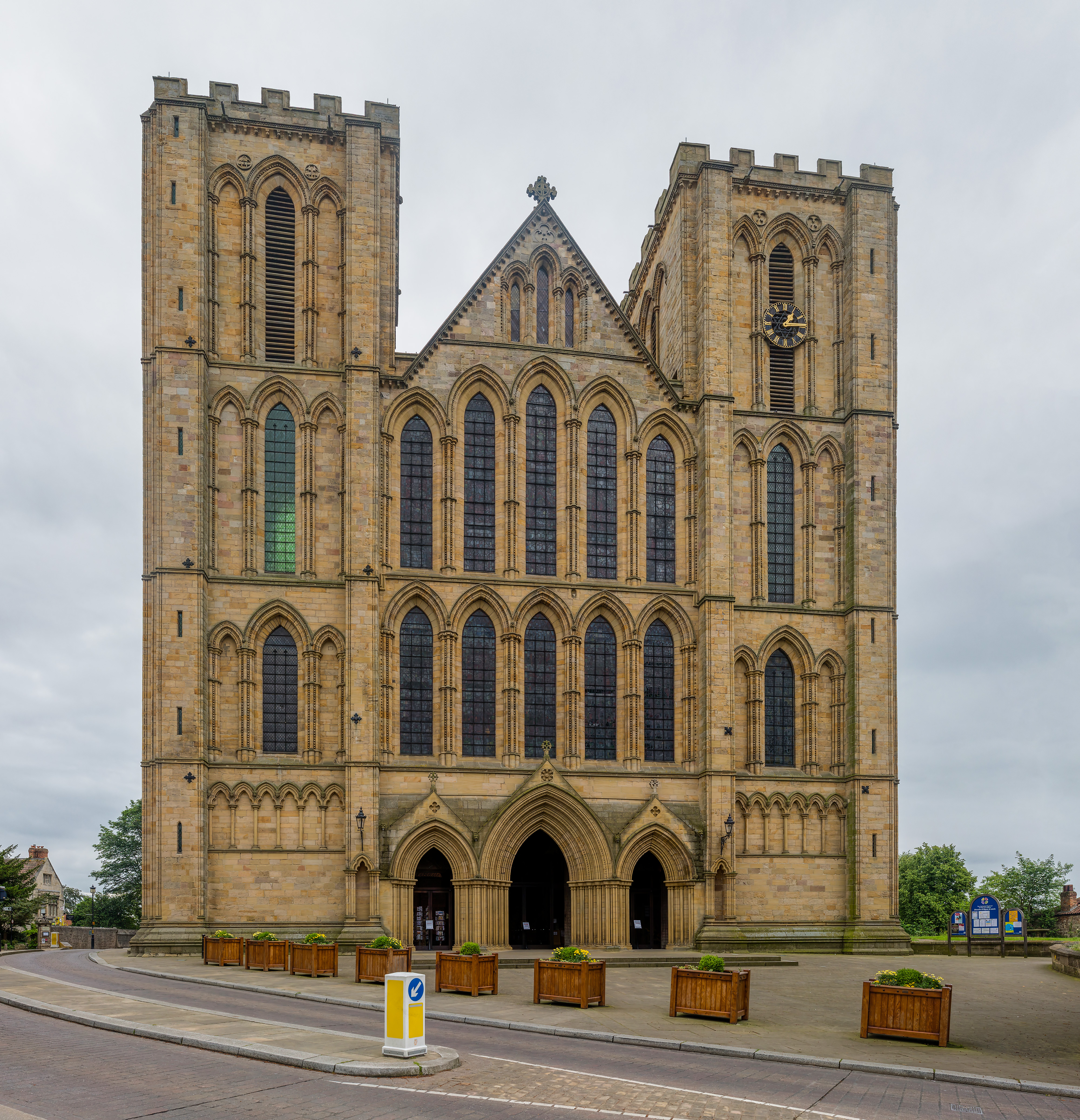
Ripon katedrálisa
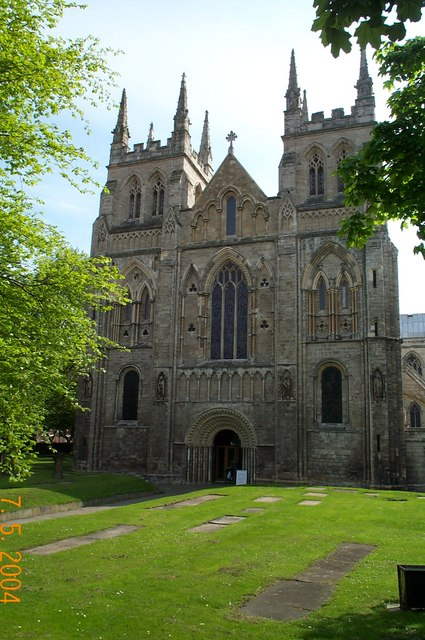
Selby Abbey
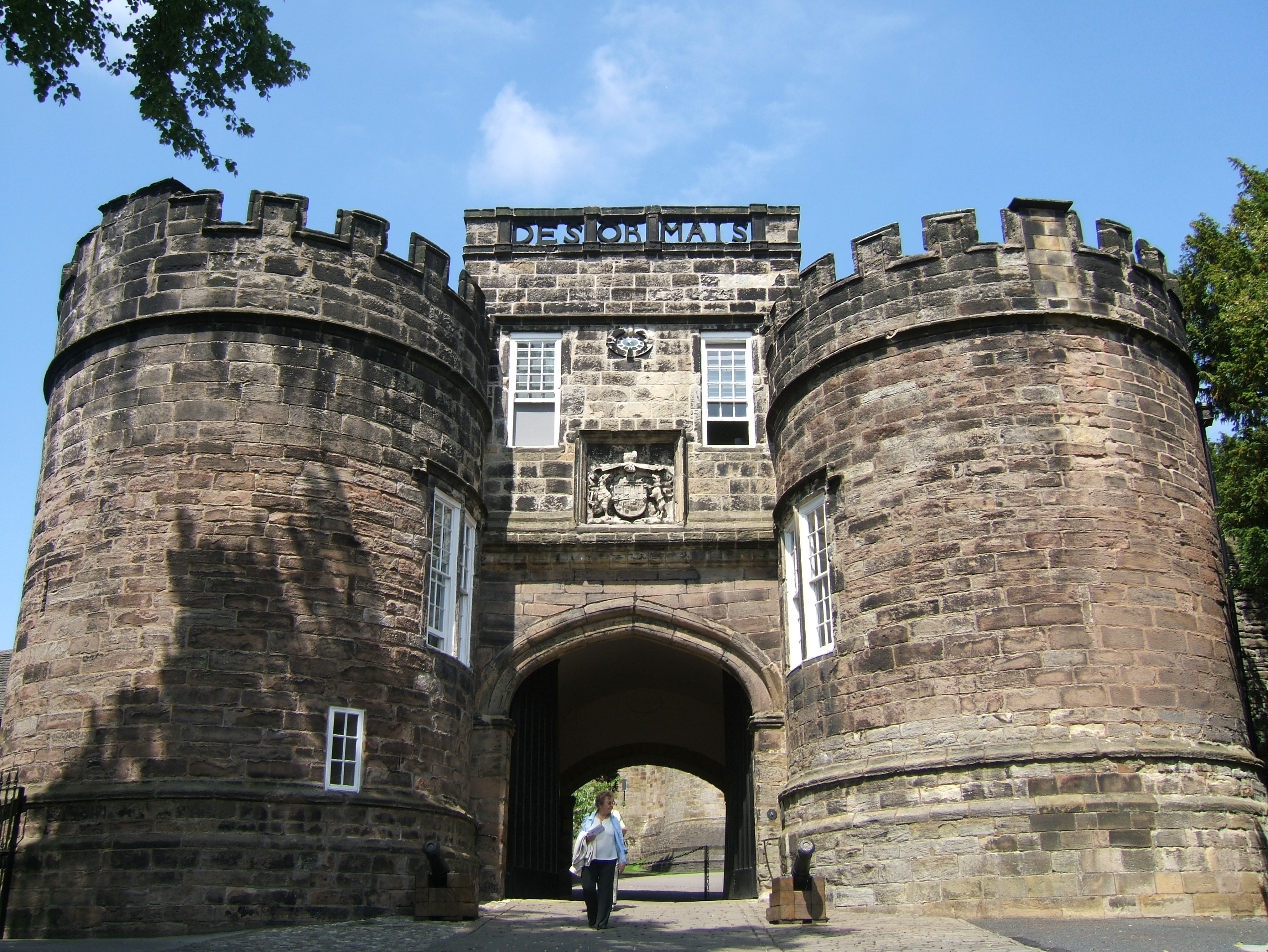
Skipton vára
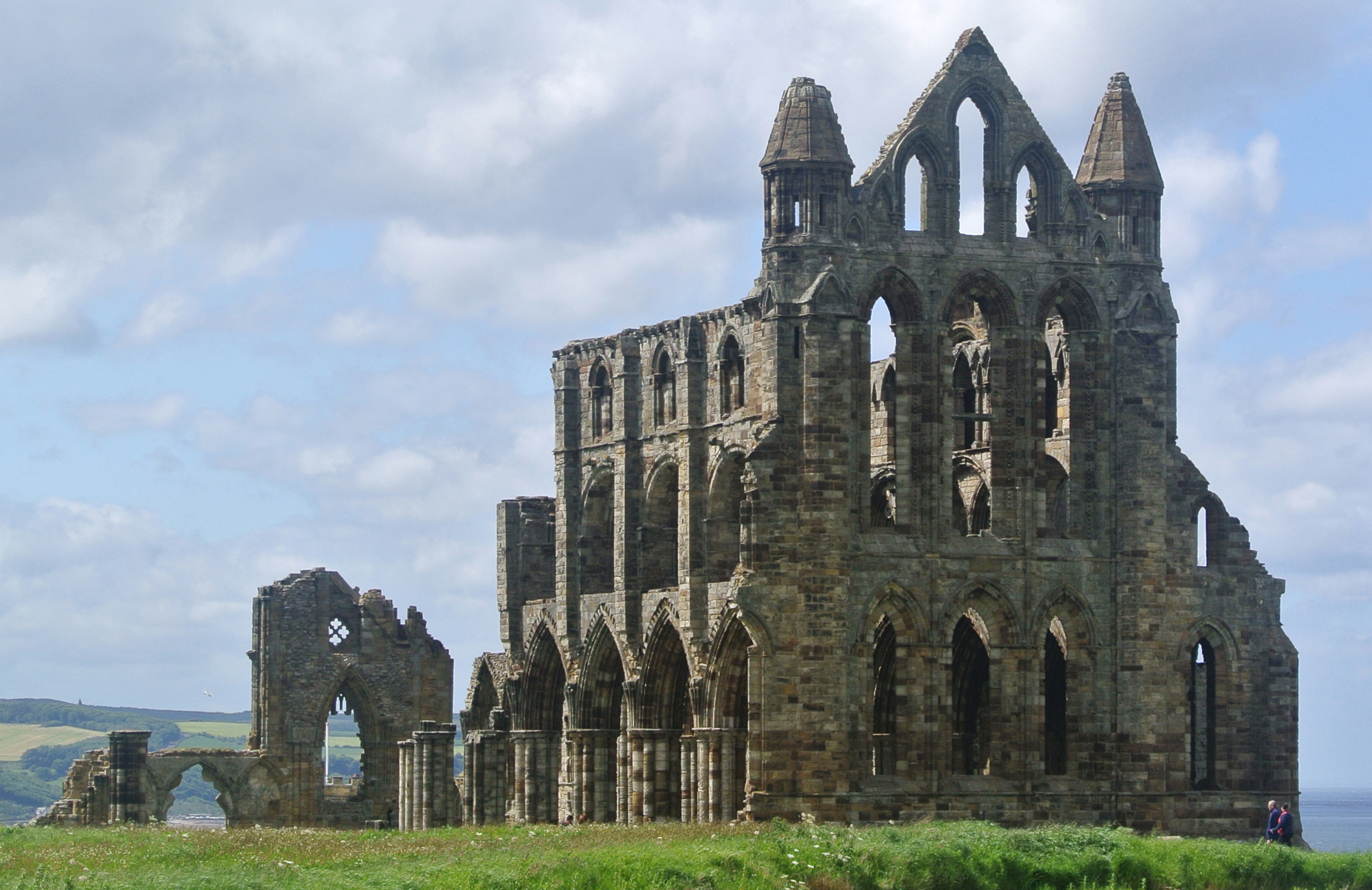
Whitby Abbey
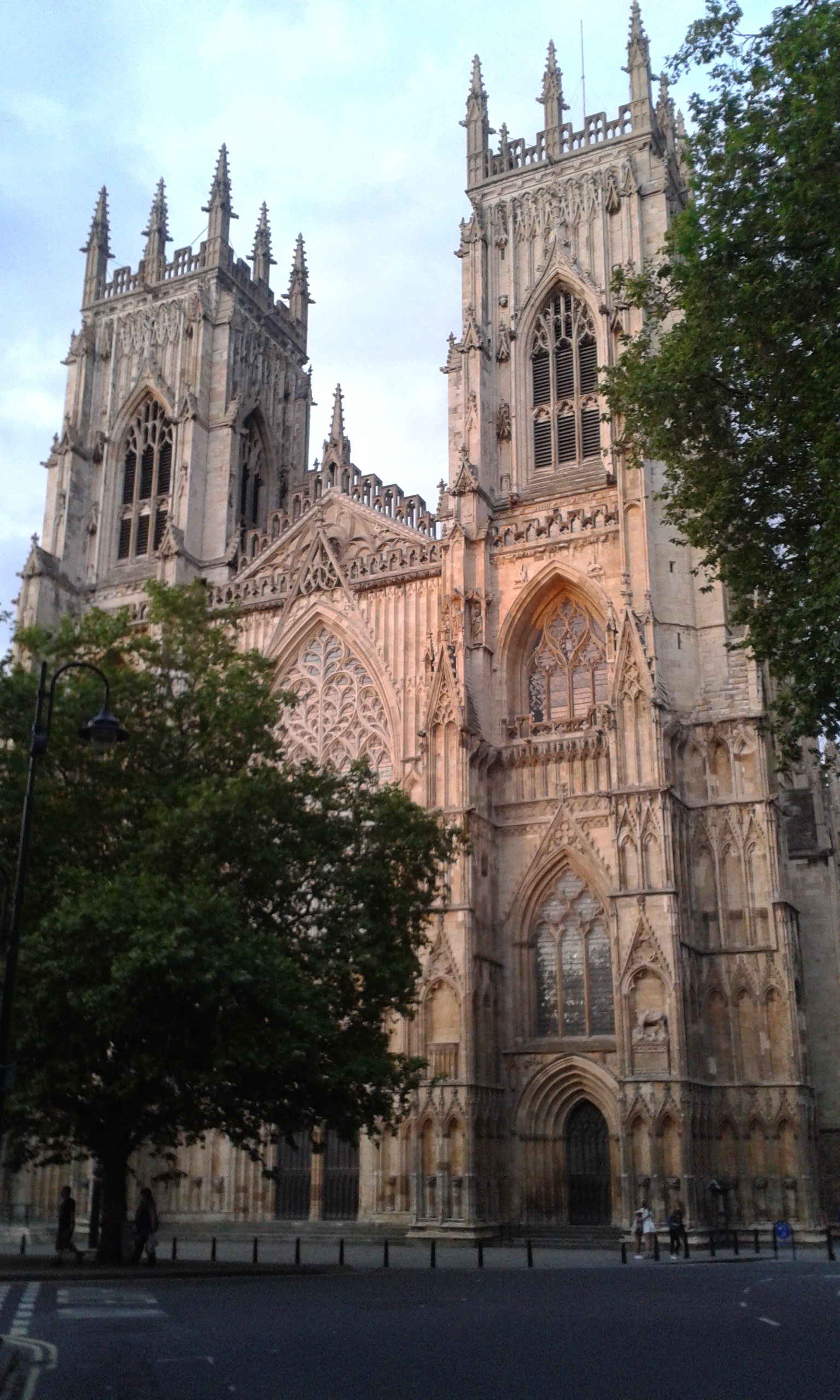
York katedrálisa

## Fordítás
- Ez a szócikk részben vagy egészben  a   North Yorkshire című angol Wikipédia-szócikk ezen változatának fordításán alapul.  Az eredeti cikk szerkesztőit annak laptörténete sorolja fel. Ez a jelzés csupán a megfogalmazás eredetét és a szerzői jogokat jelzi, nem szolgál a cikkben szereplő információk forrásmegjelöléseként.